# Joseph P. Kennedy, Jr. (Schiff)
Die USS Joseph P. Kennedy, Jr. (DD-850), benannt nach Joseph P. Kennedy junior, war ein Zerstörer der Gearing-Klasse der United States Navy. Er liegt seit der Ausmusterung aus der Marine als Museumsschiff im Hafen von Fall River in Massachusetts und hat den Status eines National Historic Landmarks.

## Geschichte
Kiellegung war am 2. April 1945 auf der Werft von Bethlehem Steel (Staten Island/New York). Die Indienststellung unter dem Kommando von Lieutenant Commander H. G. Moore erfolgte am 15. Dezember 1945 in Boston. Die Testfahrt begann am 4. Februar 1946 und führte in die Karibik. Während dieser Zeit diente der jüngere Bruder von Joseph P. Junior, Robert F. Kennedy, als einfacher Matrose auf dem Schiff. Im April kehrte die USS Joseph P. Kennedy, Jr. in ihren Heimathafen Newport, Rhode Island zurück. 
In den folgenden Jahren diente die USS Joseph P. Kennedy, Jr. unter anderem als Flaggschiff des Zerstörer-Geschwaders der 6. Flotte der United States Navy sowie als Schulschiff. Vom 20. Mai 1951 bis zum 13. Juni beteiligte sie sich an der Blockade und Bombardierung von Wŏnsan im Koreakrieg. 
In der Zeit danach war die USS Joseph P. Kennedy, Jr. weiterhin Teil der 6. Flotte und weltweit an zahlreichen Manövern sowie Ausbildungsfahrten beteiligt, darunter von Februar bis April 1961 am Mercury-Programm. Ab dem 22. Oktober 1962 unterstützte sie aktiv die Seeblockade während der Kubakrise und stoppte am 26. Oktober gemeinsam mit dem Zerstörer USS John R. Pierce (DD-753) den von der Sowjetunion gecharterten Frachter Marucla. Die darauf folgende Durchsuchung des im Libanon registrierten Handelsschiffes durch ein Boardingteam der United States Navy war die erste Aktion dieser Art bei der Seeblockade Kubas, während der Regierungszeit des Präsidenten John F. Kennedy, ebenfalls ein Bruder des Namensgebers. Ende 1965 war die USS Joseph P. Kennedy, Jr. im Bergungsverband von Gemini 6 und Gemini 7. 
Nach der Außerdienststellung im Jahre 1973 wurde die USS Joseph P. Kennedy, Jr. ein Museumsschiff im Battleship Cove in Fall River, Massachusetts. Am 30. September 1976 wurde das Schiff in das National Register of Historic Places aufgenommen. Am 29. Juni 1989 wurde die USS Joseph P. Kennedy, Jr. als National Historic Landmark anerkannt.